# Naji, Guangdong
Naji (kinesiska: 那吉) är en köping i sydöstra Kina. Den ligger i Enping i staden Jiangmen i provinsen Guangdong, omkring 160 kilometer sydväst om provinshuvudstaden Guangzhou. Antalet invånare är 19 384. Befolkningen består av 9 092 kvinnor och 10 292 män. Barn under 15 år utgör 15,0 %, vuxna 15-64 år 73 %, och äldre över 65 år 11,0 %.